# Кулаково (Тюменская область)
Кулаково — село в Тюменском районе Тюменской области России. Административный центр Кулаковского муниципального образования.
В селе располагается Никольская церковь 1901 года постройки.

## История
Одна из самых древних деревень на окраине Тюмени. По некоторым данным основана в 1595-1597 году служивым человеком Тренкой Кулаковым, приплывшим в эти места с пашенным крестьянином Ларькой Гусельниковым. Образовавшим две деревни Кулаково и Гусельниково. Впервые, о существовании двухдворной деревни Кулаково и четырехдворной деревни Гусельниково, упоминается в документах датированных 1623 годом. Обе деревни долго существовали раздельно. Кулакова была в два раза больше по число дворов и жителей, кроме того, она была центром Троицкой волости Тюменского уезда.

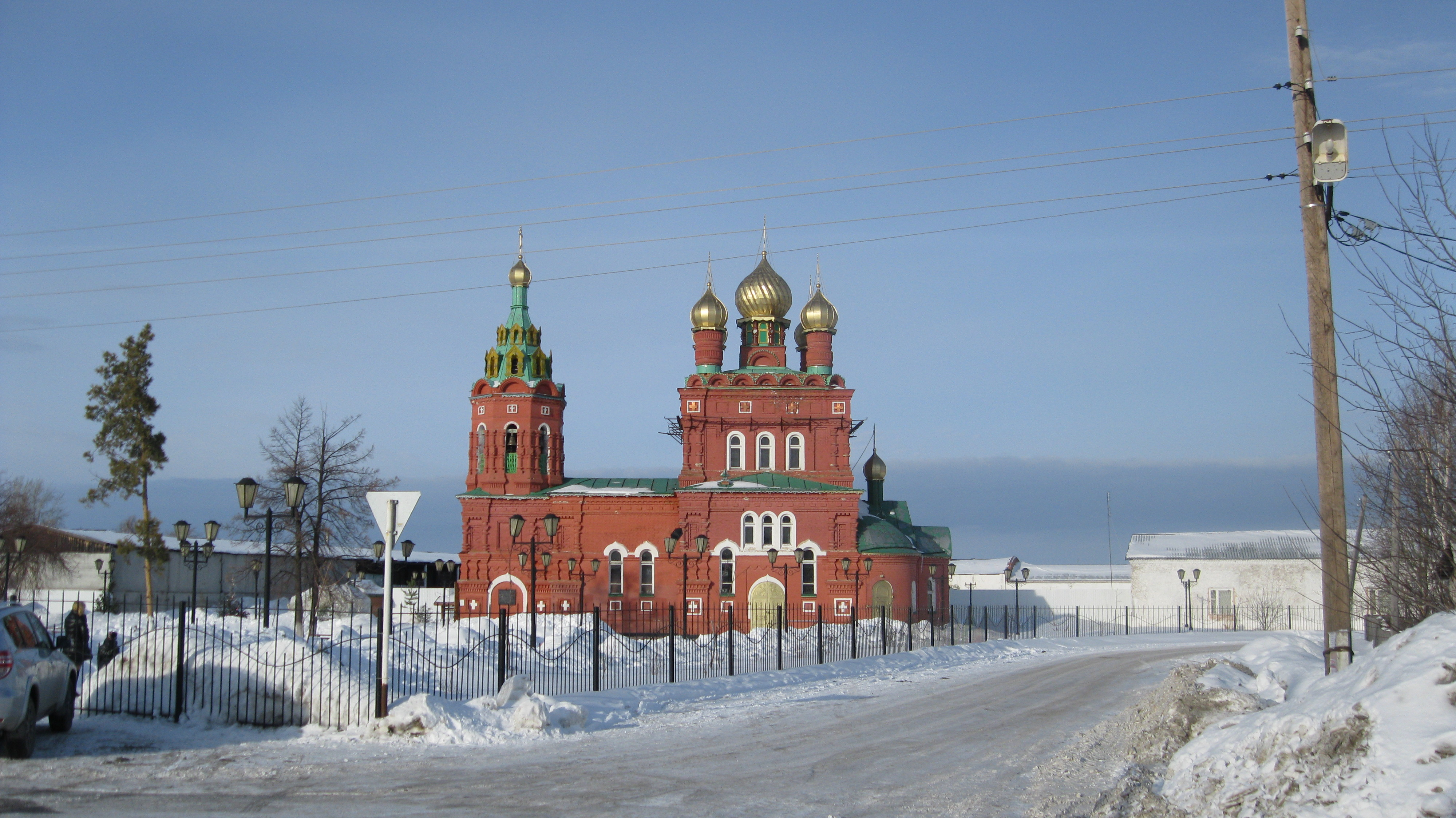
Церковь Николая Чудотворца в селе Кулаково

## География
Село находится на юго-западе Тюменской области, в пределах юго-западной части Западно-Сибирской низменности, на правом берегу реки Туры, на расстоянии примерно 8 километров (по прямой) к северо-западу от города Тюмени, административного центра области и района. Абсолютная высота — 60 метров над уровнем моря.

### Климат
Климат резко континентальный, с холодной продолжительной зимой и тёплым относительно коротким летом. Среднегодовая температура — 0,7 °C. Средняя температура воздуха самого холодного месяца (января) — −17,2 °C (абсолютный минимум — −46 °C); самого тёплого месяца (июля) — 17,8 °C (абсолютный максимум — 39 °С). Безморозный период длится 121 день. Среднегодовое количество атмосферных осадков составляет 470 мм, из которых 365 мм выпадает в тёплый период. Продолжительность залегания снежного покрова составляет в среднем 151 день.

### Часовой пояс
Село Кулаково, как и вся Тюменская область, находится в часовой зоне МСК+2. Смещение применяемого времени относительно UTC составляет +5:00.

## Население
| 2010 |
| ---- |
| 2346 |

### Национальный состав
Согласно результатам переписи 2002 года, в национальной структуре населения русские составляли 89 % из 2022 человек